# La Nouaille
La Nouaille is een gemeente in het Franse departement Creuse (regio Nouvelle-Aquitaine) en telt 254 inwoners (2005). De plaats maakt deel uit van het arrondissement Aubusson.

## Geografie
De oppervlakte van La Nouaille bedraagt 52,8 km², de bevolkingsdichtheid is 4,8 inwoners per km².

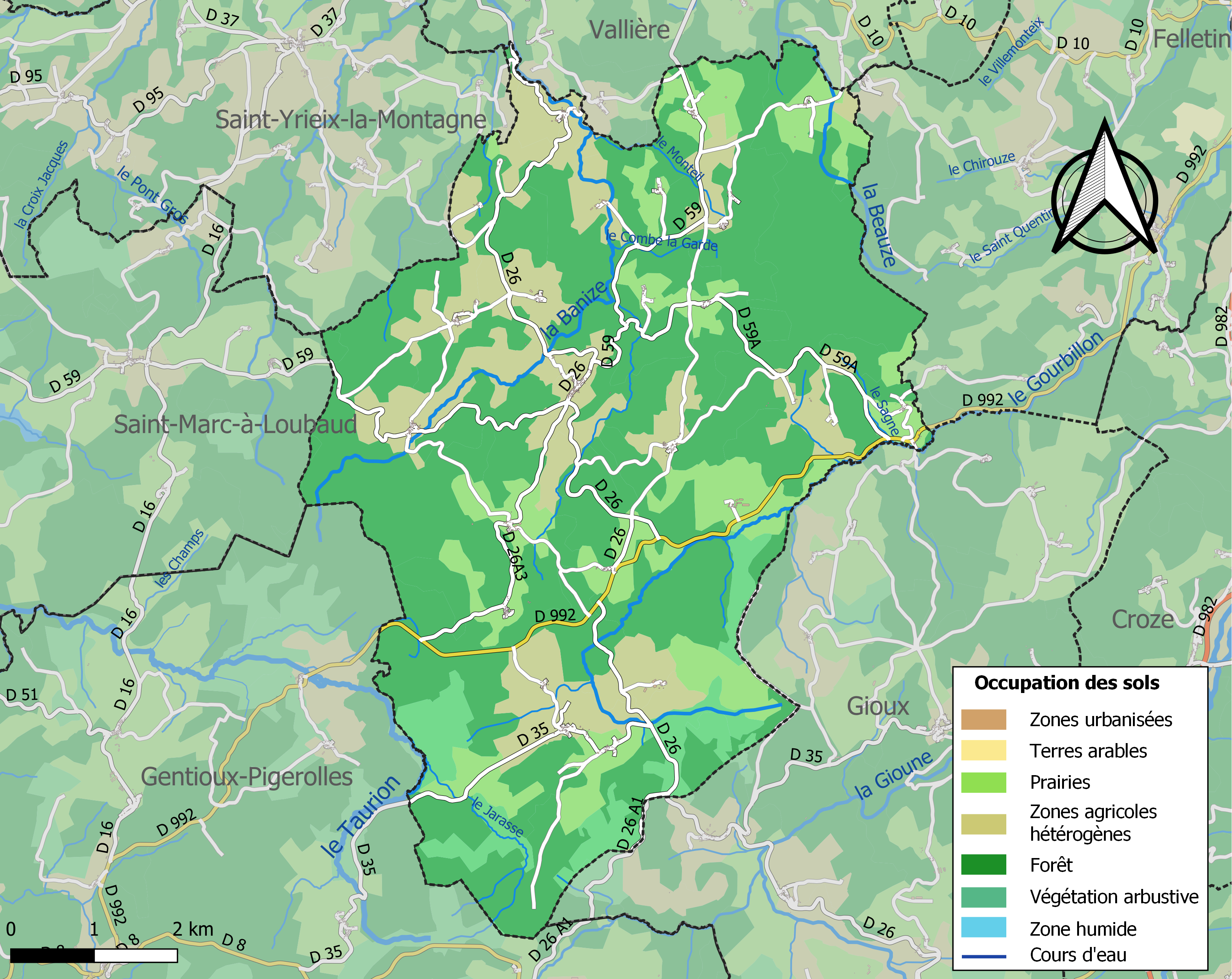
Kaart van de gemeente met de belangrijkste infrastructuur, bodemgebruik en omliggende gemeenten

## Demografie
Onderstaande figuur toont het verloop van het inwonertal (bron: INSEE-tellingen).